# Эриванский, Ага Хан Аббас-Кули Хан оглы
Ага Хан Аббас-Кули Хан оглы Эриванский (азерб. Ağa xan Abbasqulu xan oğlu İrəvanski) — депутат I Государственной думы Российской империи от Эриванской губернии, коллежский асессор, брат полковника Керим-хана Эриванского.

## Биография
Ага Xан Эриванский родился в азербайджанской знатной семье. Являлся потомком владетельных ханов. Его отец, Аббас Кули Хан Эриванский, был членом Эриванской городской управы, гласным городской думы (1886—1899), почетным смотрителем одного из русско-татарских училищ в Эривани (1904—1906) и происходил из эриванской ветви Каджаров, а мать, Тарлан Ханум Нахичеванская, была дочерью героя Баязета генерала Исмаил Хана Нахичеванского. По вероисповеданию был мусульманином.
Обучался в Эриванской прогимназии (не окончил). Вскоре выдержал экзамен на звание вольноопределяющегося III разряда. Позже был назначен старшим чиновником особых поручений при Эриванском губернаторе. В 1878 году вместе с отцом Аббас Кули Ханом участвовал в губернской коллегии в обсуждении вопроса о будущем положении Эривана. В 1904 году Ага Хан был членом Эриванской городской думы. 13 февраля (ст. ст.) 1906 года подписал с азербайджанской стороны договор между азербайджанской и армянской общинами договор для установления порядка в Эривани.
16 мая 1906 года избран в I Государственную думу от мусульманского населения Эриванской губернии.
В 1907—1908 гг. Ага хан вместе с несколькими азербайджанцами был избран гласным Эриванской городской думы.
В феврале 1919 года был председателем Эриванского мусульманского национального совета.

## Семья
Дочь — Бюльбюль ханым окончила Эриванскую гимназию, прекрасно владела русским
языком, была учительницей в Эривани и Кедабеке (1917—1920), создала и возглавляла женские клубы в Далляре (1921), Нахичевани (1922), Ереване (1923—1944).